# Frasin american
Frasininul american, denumit și Fraxinus americana, este un arbore foios ornamental, de talie mare, foarte decorative prin culoarea frunzelor, ce atinge la maturitate o înălțime de 15-20 metri și o lățime de 10-12 metri. Are un port larg, regulat, cu o coroană rotundă sau piramidală, semideschisă. Frunzele sunt compuse din foliole lanceolate, cu marginea serată de culoare verde strălucitor pe partea superioară, iar pe partea inferioară sunt pubescente, de culoare gri-albicios, care în toamnă capătă nuanțe superbe de portocaliu, galben, roșu, roșu-violaceu. În aprilie apar florile discrete, grupate în inflorescențe de culoare verde și violet închis. Nu produce fructe.